# 彼德·諾米格
彼德·諾米格（英語：Peter Norvig，1956年12月4日—）是一名美國计算机科学家，專長為人工智慧，為JScheme的共同作者之一。現為Google公司研究總監，曾任Google搜索质量总监（Director of Search Quality）。

## 生平
諾米格畢業於布朗大學應用數學系，於柏克萊加州大學取得计算机科学博士學位。曾服務於NASA。
诺维格在Udacity上在线教授《计算机程序设计》（Design of Computer Programs）课程。他是美国人工智能协会的創始會員之一。2006年，成為计算机协会（ACM）院士。

## 外部連結
- 彼德·諾米格個人網站 （页面存档备份，存于）